# Ovis dalli fannini
Cừu Fannin (Danh pháp khoa học: Ovis dalli fannini) là một phân loài của loài cừu tuyết Ovis dalli. Chúng là một người anh em họ tiến hóa của cừu Dall. Cừu Fannin chủ yếu có thể ẩn náu hoặc chạy khỏi kẻ thù. Chúng gần như tuyệt chủng, với khoảng 100-112 cá thể.

## Phân bố
Cừu được tìm thấy trong nước tương đối khô và cố gắng để ở trong một sự kết hợp đặc biệt của rặng núi mở núi, đồng cỏ, và sườn dốc đứng với mặt đất vô cùng cứng cáp trong vùng lân cận ngay lập tức, để cho phép thoát khỏi các kẻ thù mà không thể đi du cư một cách nhanh chóng thông qua địa hình như vậy. 

## Đặc điểm
Cừu đực có sừng cong dày. Những con cái có sừng ngắn hơn mảnh mai hơn, sừng hơi cong. Con đực sống trong các nhóm mà ít khi kết hợp với các nhóm cái, ngoại trừ trong mùa giao phối vào cuối tháng 11 và đầu tháng Mười Hai. Chiên non được sinh ra vào tháng Năm. Chúng là một trong những con cừu yếu nhất. Động vật săn mồi chính của nó là sói, gấu và linh miêu, cùng với con người. Những con thú này có thể tát, cào cấu, và cắn một con chiên Fannin cho đến chết.
Chúng sống trong những ngọn đồi, rừng, thác nước, thác nước căn cứ và vùng đồng bằng trong vòng Hoa Kỳ và Trung Quốc và Hàn Quốc. Cừu Fannin ăn chủ yếu là cỏ, và đôi khi gỗ. Trong suốt mùa hè, khi thức ăn dồi dào, con cừu ăn nhiều loại thực vật. Các chế độ ăn uống mùa đông là hạn chế hơn nhiều, và chủ yếu là các cỏ khô, cỏ đông lạnh và cói xuất phát có sẵn khi tuyết được tan rã, địa y và rêu. Rất nhiều đàn cừu thăm bãi liếm muối khoáng trong mùa xuân, và thường di chuyển nhiều dặm để ăn đất xung quanh và liếm khoáng. 